# Kringa
Kringa är en ort i Kroatien. Den ligger i länet Istrien, i den västra delen av landet, 180 km väster om huvudstaden Zagreb. Kringa ligger 290 meter över havet och antalet invånare är 364.
Terrängen runt Kringa är platt åt nordost, men åt sydväst är den kuperad. Runt Kringa är det ganska tätbefolkat, med 155 invånare per kvadratkilometer. Närmaste större samhälle är Pazin, 10,3 km nordost om Kringa. Omgivningarna runt Kringa är en mosaik av jordbruksmark och naturlig växtlighet.